# Erik Bochňa
Erik Bochňa  (né le 5 septembre 1977 en Slovaquie) est un joueur de hockey sur glace professionnel slovaque.

## Carrière de joueur
Il commence sa carrière au club du HK Lietajúce kone Prešov en Extraliga U20 en 1995. L'année suivante, il joue pour le club de Mez VTJ Michalovce, toujours en championnat junior élite. Durant la saison 1997-98, il intègre l'équipe fanion du club de Prešov en 1.liga. Il y restera 5 saisons. En 2003, il rejoint le club du HG Dunkerque alors en Ligue Magnus. Il retournera en Slovaquie une saison à Prešov. 2005 verra son retour en France au club de Dijon où il gagna la Coupe de France de hockey sur glace en compagnie de Milan Tekel. Il décide alors de partir outre-manche dans les clubs de Swindon Wildcats et Romford Raiders, pensionnaire de l'English Premier Ice Hockey League. À l'issue d'une saison prolifique sur le plan comptable, il revient à Dijon une saison avant de relever le défi proposé par le Gap Hockey Club, promu en Ligue Magnus. En 2010, il retourne dans son pays natal est s'engage avec le club de HC 46 Bardejov en 1.liga avant de rejoindre l'EPIHL avec les Peterborough Phantoms la saison suivante. Après un début de saison non convaincant, il est remercié et rejoint les Lynx de Valence en Division 1 française.

## Trophées et honneurs personnels
- Coupe de France de hockey sur glace
  - 2006: Vainqueur de la Coupe de France

## Statistiques
Pour les significations des abréviations, voir Statistiques du hockey sur glace.
| Saison    | Équipe                   | Ligue         |    | Saison régulière | Saison régulière | Saison régulière | Saison régulière | Saison régulière |   | Séries éliminatoires | Séries éliminatoires | Séries éliminatoires | Séries éliminatoires | Séries éliminatoires |
| Saison    | Équipe                   | Ligue         | PJ | B                | A                | Pts              | Pun              | PJ               | B | A                    | Pts                  | Pun                  |                      |                      |
| 1995-1996 | HK Lietajúce kone Prešov | Extraliga U20 | 47 | 18               | 13               | 31               | 70               |                  |   |                      |                      |                      |                      |                      |
| 1996-1997 | Mez VTJ Michalovce       | Extraliga U20 | 44 | 29               | 22               | 51               | 123              |                  |   |                      |                      |                      |                      |                      |
| 1997-1998 | HK Lietajúce kone Prešov | 1.liga        | 30 | 8                | 4                | 12               | 8                |                  |   |                      |                      |                      |                      |                      |
| 1998-1999 | HK Lietajúce kone Prešov | Extraliga     | 42 | 6                | 2                | 8                | 14               |                  |   |                      |                      |                      |                      |                      |
| 1999-2000 | HK Lietajúce kone Prešov | 1.liga        | 34 | 19               | 10               | 29               | 24               |                  |   |                      |                      |                      |                      |                      |
| 2000-2001 | HK Lietajúce kone Prešov | 1.liga        | 37 | 11               | 7                | 18               | 0                |                  |   |                      |                      |                      |                      |                      |
| 2002-2003 | HK Lietajúce kone Prešov | 1.liga        | 40 | 29               | 22               | 51               | 49               |                  |   |                      |                      |                      |                      |                      |
| 2003-2004 | HG Dunkerque             | Ligue Magnus  | 24 | 6                | 3                | 9                | 6                |                  |   |                      |                      |                      |                      |                      |
| 2004-2005 | HK Lietajúce kone Prešov | 1.liga        | 44 | 24               | 20               | 44               | 50               | 6                | 3 | 2                    | 5                    | 4                    |                      |                      |
| 2005-2006 | CPH Dijon                | Ligue Magnus  | 24 | 13               | 13               | 26               | 53               | 9                | 3 | 5                    | 6                    | 8                    |                      |                      |
| 2006-2007 | CPH Dijon                | Ligue Magnus  | 25 | 6                | 15               | 21               | 46               | 7                | 5 | 6                    | 11                   | 2                    |                      |                      |
| 2007-2008 | Swindon Wildcats         | EPIHL         | 12 | 9                | 10               | 19               | 10               |                  |   |                      |                      |                      |                      |                      |
| 2007-2008 | Romford Raiders          | EPIHL         | 26 | 27               | 27               | 54               | 32               |                  |   |                      |                      |                      |                      |                      |
| 2008-2009 | CPH Dijon                | Ligue Magnus  | 26 | 12               | 14               | 26               | 34               | 3                | 0 | 0                    | 0                    | 0                    |                      |                      |
| 2009-2010 | Gap HC                   | Ligue Magnus  | 25 | 1                | 9                | 10               | 22               | 2                | 0 | 0                    | 0                    | 2                    |                      |                      |
| 2010-2011 | HC 46 Bardejov           | 1.liga        | 38 | 10               | 20               | 30               | 41               |                  |   |                      |                      |                      |                      |                      |
| 2011-2012 | Peterborough Phantoms    | EPIHL         | 8  | 1                | 1                | 2                | 6                |                  |   |                      |                      |                      |                      |                      |
| 2011-2012 | Lynx de Valence          | Division 1    | 16 | 9                | 8                | 17               | 10               |                  |   |                      |                      |                      |                      |                      |
| 2012-2013 | HC 46 Bardejov           | 1.liga        | 34 | 8                | 4                | 12               | 16               |                  |   |                      |                      |                      |                      |                      |
| 2012-2013 | MHK Humenné              | 2.liga        | 8  | 6                | 6                | 12               | 2                |                  |   |                      |                      |                      |                      |                      |
| 2013-2014 | MHK Humenné              | 2.liga        | 21 | 14               | 13               | 27               | 14               | 2                | 0 | 0                    | 0                    | 0                    |                      |                      |